# Eutelsat W3B
Eutelsat W3B war ein kommerzieller Kommunikationssatellit der europäischen Firma Eutelsat mit Sitz in Paris.
Er wurde am 28. Oktober 2010 mit einer Ariane-5-Trägerrakete vom europäischen Raketenstartplatz Kourou zusammen mit dem japanischen Satelliten BSAT 3B in eine geostationäre Transferbahn zwischen 249,2 und 35.907 km Höhe mit 2° Bahnneigung zum Äquator gebracht.
Der dreiachsenstabilisierte Satellit ist mit 53 Ku-Band- und 3 Ka-Band-Transpondern ausgestattet und sollte von der Position 16° Ost aus Europa und Inseln im Indischen Ozean mit Fernsehen und das südliche Afrika mit Telekommunikationsdienstleistungen und Internet versorgen.
Er wurde auf Basis des Satellitenbus Spacebus 4000 C3 der Thales Alenia Space gebaut und sollte eine geplante Lebensdauer von 15 Jahren besitzen. Zuerst war sein Start im Jahr 2011 auf einer chinesischen Langer Marsch 3B geplant gewesen, wurde jedoch wegen des Ausfalls von Eutelsat W2 vorgezogen. Wegen eines Erdbebens beim Herstellerwerk in Italien wurden dann jedoch auch Bauteile aus den USA verbaut, weshalb der Satellit wegen der US-amerikanischen ITAR-Bestimmungen nicht mehr auf einer chinesischen Trägerrakete gestartet werden durfte.
Kurz nach dem Start von Kourou wurde ein Loch im Oxidatorsystem des Satellitenantriebs festgestellt. Eutelsat W3B sollte unmittelbar danach zum Verglühen gebracht werden, was jedoch nicht sicher möglich war. Der Satellit wird voraussichtlich mindestens 20 Jahre auf seiner Umlaufbahn bleiben.